# Sobole (województwo lubelskie)
Sobole – wieś w Polsce położona w województwie lubelskim, w powiecie radzyńskim, w gminie Ulan-Majorat. Obok miejscowości przepływa Bystrzyca, niewielka rzeka dorzecza Wisły.
| SIMC    | Nazwa          | Rodzaj    |
| ------- | -------------- | --------- |
| 0021522 | Kolonia Sobole | część wsi |

W latach 1975–1998 miejscowość położona była w województwie bialskopodlaskim.
Wieś jest sołectwem w gminie Ulan-Majorat. Według Narodowego Spisu Powszechnego z roku 2011 wieś liczyła 587 mieszkańców.
Wierni Kościoła rzymskokatolickiego należą do parafii św. Małgorzaty w Ulanie-Majoracie.